# Mad Professor
Neil Joseph Stephen Fraser (Georgetown, 27 maart 1955), beter bekend als Mad Professor is een Guynees-Brits dub- en jungle-producer die bekendheid verwierf in de jaren 80.

## Discografie
Hieronder treft u een selectieve discografie aan:

### Albums
- 1983 – In A Rub A Dub Style
- 1985 – A Caribbean Taste Of Technology
- 1992 – True Born African Dub
- 1994 – The Lost Scrolls Of Moses
- 1995 – It’s A Mad, Mad, Mad, Mad Professor
- 1997 – RAS Portraits
- 2001 – Dubbing You Crazy
- 2001 – Trix In The Mix
- 2005 – Method To The Madness
- 2007 – Dub You Crazy
- 2008 – The Dubs That Time Forgot
- 2009 - Audio Illusions of Dub

### Dub Me Crazy series
- 1982 - Dub Me Crazy
- 1982 - Beyond The Realms Of Dub (Dub Me Crazy, Pt.2)
- 1983 - The African Connection (Dub Me Crazy, Pt.3)
- 1983 - Escape To The Asylum of Dub (Dub Me Crazy, Pt.4)
- 1985 - Who Knows The Secret Of The Master Tape (Dub Me Crazy, Pt.5)
- 1986 - Schizophrenic Dub (Dub Me Crazy, Pt.6)
- 1987 - Adventures Of A Dub Sampler (Dub Me Crazy, Pt.7)
- 1988 - Experiments Of The Aural Kind (Dub Me Crazy, Pt.8)
- 1989 - Science And The Witchdoctor (Dub Me Crazy, Pt.9)
- 1990 - Psychedelic Dub (Dub Me Crazy, Pt. 10)
- 1992 - Hijacked To Jamaica (Dub Me Crazy, Pt.11)
- 1993 - Dub Maniacs On The Rampage (Dub Me Crazy, Pt.12)

### Black Liberation series
- 1994 - Black Liberation Dub (Chapter 1)
- 1995 - Anti-Racist Broadcast (Black Liberation Chapter 2)
- 1996 - The Evolution Of Dub (Black Liberation Chapter 3)
- 1997 - Under The Spell Of Dub (Black Liberation Chapter 4)
- 1999 - Afrocentric Dub (Black Liberation Chapter 5)

### Dub You Crazy With Love Series
- 1997 – Dub You Crazy With Love
- 2000 – Dub You Crazy With Love (Part 2)
- 2008 – Bitter Sweet Dub

### Samenwerkingen

#### Met Lee “Scratch” Perry
- 1990 – Mystic Warrior
- 1995 – Black Ark Experryments
- 1995 – Super Ape Inna Jungle
- 1996 – Experryments At The Grass Roots Of Dub
- 1996 - Who Put The Voodoo Pon Reggae
- 1996 – Dub Take the Voodoo Out of Reggae
- 1998 – Live At Maritime Hall
- 1998 – Fire In Dub
- 2000 – Lee Perry Meets Mad Professor
- 2001 – Techno Dub

#### Met andere artiesten
- 1982 – Rhythm Collision Dub (met Ruts DC)
- 1983 – Punky Reggae Party (Positive Style) – Anti Social Workers
- 1984 – Jah Shaka Meets Mad Professor At Ariwa Sounds
- 1985 – Mad Professor Captures Pato Banton
- 1989 – Mad Professor Recaptures Pato Banton
- 1989 – Mad Professor Meets Puls Der Zeit
- 1990 – A Feast Of Yellow Dub (met Yellowman)
- 1996 – New Decade Of Dub (met Jah Shaka)
- 2000 – The Inspirational Sounds Of Mad Professor
- 2004 – Dub Revolutionaries (met Sly and Robbie)
- 2004 – From The Roots (met Horace Andy)
- 2004 – In A Dubwise Style (met Marcelinho da Lua)
- 2005 – Moroccan Sunrise (met Borrah)
- 2005 – Dancehall Dubs (met Crazy Caribs)
- 2009 - Revolution Feat. Pato Banton And Mr. Professor (met Tugg)
- 2009 – Nairobi Meets Mad Professor – Wu Wei
- 2010 - Izrael Meets Mad Professor and Joe Ariwa